# Сарутая
Сарутая (порт. Sarutaiá) — муниципалитет в Бразилии, входит в штат Сан-Паулу. Составная часть мезорегиона Ассис. Входит в экономико-статистический микрорегион Ориньюс. Население составляет 4268 человек на 2006 год. Занимает площадь 141,511 км². Плотность населения — 30,2 чел./км².

## Статистика
- Валовой внутренний продукт на 2003 составляет 18 630 076,00 реалов (данные: Бразильский институт географии и статистики).
- Валовой внутренний продукт на душу населения на 2003 составляет 4627,44 реала (данные: Бразильский институт географии и статистики).
- Индекс развития человеческого потенциала на 2000 составляет 0,719 (данные: Программа развития ООН).

## География
Климат местности: субтропический. В соответствии с классификацией Кёппена, климат относится к категории Cfb.